# Johannes de Klerk
Johannes (Jan) de Klerk (Burgersdorp, 22 juli 1903 – Krugersdorp, 24 januari 1979) was een Zuid-Afrikaanse politicus van de Nasionale Party (Nederlands: Nationale Partij).

## Biografie
Jan de Klerk werd op 22 juli 1903 geboren in Burgersdorp als oudste zoon van dominee Willem de Klerk en zijn vrouw Aletta Johannes van Rooy. De naam De Klerk (letterlijk "de bediende" in het Nederlands) is afgeleid van Le Clerc, Le Clercq, of de Clercq en afkomstig van Franse hugenoten, evenals een groot aantal andere Afrikaanse familienamen, als gevolg van de Franse hugenotenvluchtelingen die zich begin 17e eeuw naast de Nederlanders en Duitsers in de Kaap vestigden nadat ze ontsnapt waren aan religieuze vervolging in Frankrijk.
Hij bracht zijn jeugd door in Potchefstroom, in het zuidwesten van Transvaal, en studeerde in 1926 af aan de Universiteit van Potchefstroom, waar hij president was van de studentenraad. Op 27 april 1927 trouwde hij met Hendrina Cornelia Coetzer en kreeg met haar twee zonen: Willem Johannes en Frederik Willem de Klerk, de toekomstige president van Zuid-Afrika.
Van 1927 tot 1945 was Jan de Klerk leraar in Nylstroom en bij Witwatersrand. Hij werd schooldirecteur en secretaris van de vakbond voor de blanke arbeiders. In januari 1947 werd hij uitvoerend secretaris van de Nasionale Party voor de regio Rand en verder werd hij in 1948 hoofdsecretaris van de Nasionale Party in Transvaal. Van 1949 tot 1955 was hij lid van de provincieraad van Transvaal.
In 1954 werd Jan de Klerk benoemd tot senator en minister van Werk en Openbare Zaken in het kabinet van zijn zwager, minister-president Johannes Strijdom. Deze benoeming veroorzaakte een publieke controverse vanwege de banden tussen de twee mannen.
Hij bekleedde ook ministerschappen in de hieropvolgende kabinetten van Hendrik Verwoerd (1958–1966) en van John Vorster (1966–1969), waarin hij achtereenvolgens minister was van Mijnbouw, Binnenlandse Zaken, Immigratie en Onderwijs. In de tijd dat hij minister van Onderwijs was, werkte hij mee aan de oprichting van de Randse Afrikaanse Universiteit (RAU) en de Universiteit van Port Elizabeth (UPE). Dat alles terwijl hij kanselier was bij de Universiteit van Potchefstroom. Hij werd twee keer benaderd om het ambt van president van de Republiek te bekleden, in 1967 en 1968.
Van 1969 tot 1976 was hij voorzitter van de Senaat, het hogerhuis van het Zuid-Afrikaanse parlement. In die hoedanigheid nam hij in april 1975 gedurende tien dagen het presidentschap van Zuid-Afrika waar na het aftreden van Jacobus Johannes Fouché.
Later trok De Klerk zich terug uit de politiek en overleed hij op 24 januari 1979 in Krugersdorp.

## Overzicht van politieke functies
| Voorganger                       | Functie                                                                                              | Opvolger                       |
| -------------------------------- | --- | ------------------------------ |
| Ben Schoeman                     | Minister van Openbare Zaken 1954 - 1958                                                              | Paul Sauer                     |
| Ben Schoeman                     | Minister van Werk 1954 - 1961                                                                        | Alfred Trollip                 |
| Albertus Johannes Roux van Rhijn | Minister van Mijnbouw 1958 - 1961                                                                    | Nicolaas Diederichs            |
| -                                | Minister van Immigratie 1961                                                                         | Alfred Trollip                 |
| Jozua François Naudé             | Minister van Binnenlandse Zaken 1961 - 1966                                                          | Pieter Mattheus Kruger le Roux |
| -                                | Minister van Informatie 1966 - 1967                                                                  | Connie Mulder                  |
| John Vorster                     | Minister van Onderwijs, Kunst, Wetenschap en Informatie Minister van Nationaal Onderwijs 1961 - 1969 | Johannes Petrus van der Spuy   |
| Jozua François Naudé             | Voorzitter van de Senaat 1969 - 1976                                                                 | Marais Viljoen                 |
| Jacobus Johannes Fouché          | Waarnemend staatspresident 9 - 19 april 1975                                                         | Nicolaas Diederichs            |

Staatspresidenten: Charles Robberts Swart · Theophilus Dönges · Jozua François Naudé (a.i.) · Jacobus Johannes Fouché · Johannes de Klerk (a.i.) · Nicolaas Johannes Diederichs · Marais Viljoen (a.i.) · Balthazar Johannes Vorster · Marais Viljoen · Pieter Willem Botha · Jan Christian Heunis (a.i.) · Frederik Willem de Klerk
Presidenten: Nelson Mandela · Thabo Mbeki · Kgalema Motlanthe · Jacob Zuma · Cyril Ramaphosa